# Ulf Matthiesen
Ulf Matthiesen (* 28. Februar 1943 in Hamburg) ist ein deutscher Ethnologe. Er studierte Soziologie, Philosophie und Jura. Anschließend arbeitete er neben Promotion und Habilitation in Dortmund, Frankfurt am Main und Erlangen in Forschung und Lehre an verschiedenen Universitäten und in unterschiedlichen Projektzusammenhängen.

## Leben
Von April 1994 bis zu seinem Ausscheiden im Jahre 2008 war er Abteilungsleiter im Leibniz-Institut für Regionalentwicklung und Strukturplanung (IRS) in Erkner. Dort hat er wesentlich die stadtstrukturelle und regionalkulturelle Milieuforschung des Instituts entwickelt (Suburbanisierungsforschung, Grenzmilieus Deutschland/Polen, postsozialistische Transformationen, lernende Regionen). Seit 2001 widmet er sich der Koevolution von Raum, Wissen und Interaktionen. Zentral stehen dabei Entwicklungszusammenhänge zwischen unterschiedlichen Wissensformen, Wissenschaft und Stadtregionen.
Neben wissensbasierten Governance-Analysen (Europäisches Forschungsnetz G-FORS – Governance for Sustainability) gehören Baukultur, Kulturlandschaften, Raumpioniere und regionale Kulinariksysteme zu weiteren seiner Arbeits- und Interessenfelder.
Ulf Matthiesen ist als Honorarprofessor an der Humboldt-Universität zu Berlin (Institut für Europäische Ethnologie) tätig.
In der ostdeutschen Presse werden seine Forschungsergebnisse zu der regionalen Küche und zu Raumpionieren kontrovers diskutiert.

## Werke
- Ulf Matthiesen (Hrsg.): Stadtregion und Wissen. Analysen und Plädoyers für eine wissensbasierte Stadtentwicklung. VS Verlag für Sozialwissenschaften, Wiesbaden 2004.
- Ulf Matthiesen (Hrsg.): Lernende Regionen – Mythos oder lebendige Praxis? Bertelsmann, Gütersloh 2003. (in Zusammenarbeit mit Gerhard Reutter)
- Ulf Matthiesen (Hrsg.): An den Rändern der deutschen Hauptstadt. Leske + Budrich, Opladen 2002.